# Socată

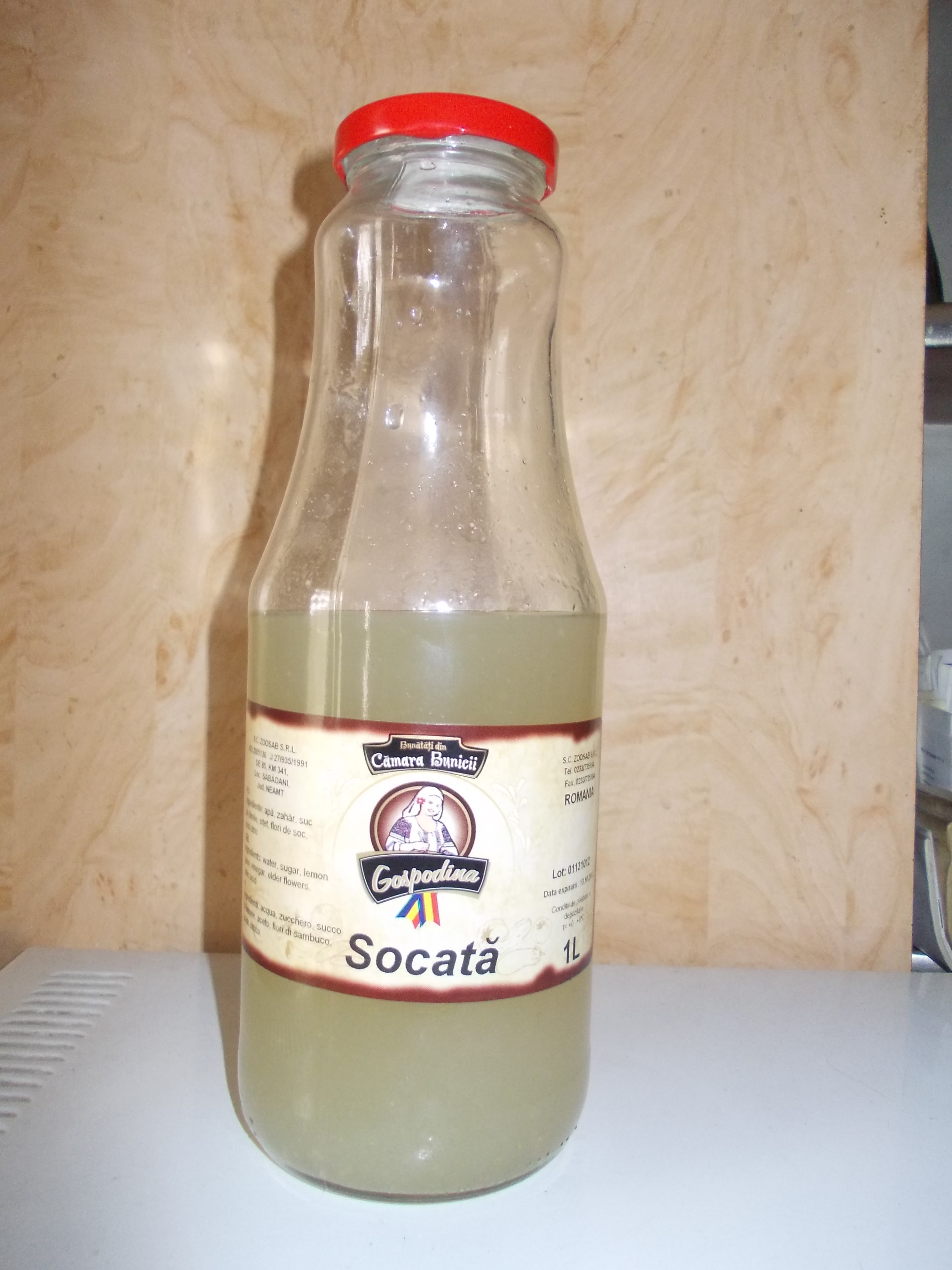
Bouteille de Socată

La socată est une boisson sucrée traditionnelle roumaine fabriquée à partir de fleurs de sureau noir (Sambuсus nigra). Cette boisson ne contient pas d'alcool, ni gluten, ni hydrocarbures,  et a un goût et une saveur particuliers.

## Préparation
Mettre les fleurs dans un grand bol, rajouter de l’eau et 250 g de sucre. Couper un citron en plusieurs tranches et l’ajouter dans le mélange.
Déposer le bol dans un endroit ensoleillé pendant une semaine, en mélangeant tous les jours avec une cuillère en bois. La fermentation commence. Après une semaine au soleil, tamiser le liquide dans une passoire et remplir les bouteilles qu’on gardera à l’abri de la lumière, dans un endroit frais. Après une autre semaine, la socată est bonne à être consommée[réf. nécessaire].

## Anecdotes
En Roumanie, Suède, Suisse, Albanie, Monténégro, Serbie, Bosnie et Herzégovine, Croatie, Macédoine du Nord, Ukraine, Pologne, Chypre, Inde, Islande, Lituanie, Lettonie, Estonie, Russie, République Tchèque en Slovaquie il existe le Fanta Shokata qui a une saveur dérivée de la Socată.

## Vertus médicinales
La Socată possède des vertus médicinales : elle agit contre la constipation, aide à éliminer les toxines et sert à lutter contre les infections urinaires ou rénales.